# 氷河融解

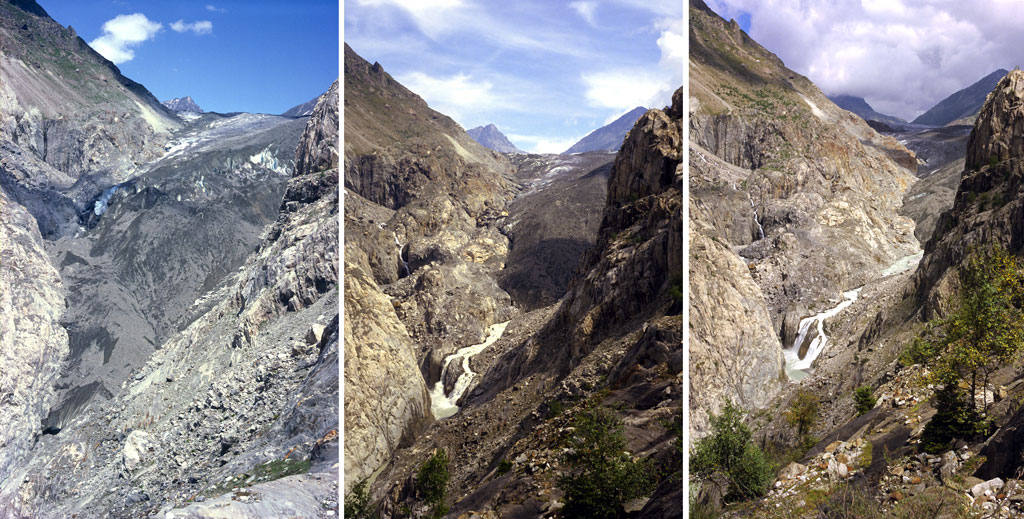
1979年、1991年、2002年のアレッチ氷河の写真

氷河の融解（ひょうがのゆうかい、melting of glaciers）、または氷河の後退（ひょうがのこうたい、retreat of glaciers）とは、19世紀以降進行してきている、地球上の氷河の融解のこと。地球温暖化によって引き起こされたと考えられている。関連する現象として永久凍土の融解がある。

## 氷河質量収支
氷河にはいくつかの分類方法がある。融解の有無を基準とすると、1年中全く解けない真極地氷河、夏には全域で表面が融解する亜極地氷河、表面を除いて1年中少しずつ溶け出している温暖氷河の3つに分類される。亜極地氷河と温暖氷河の融解は夏に最も早く大規模になる一方、温暖氷河の一部を除いて、冬は全ての氷河で降雪により氷河に新雪が蓄積されていく。この夏の融解量と冬の蓄積量の差を氷河質量収支、または氷河のマスバランス(glacier mass balance)などといい、長期的な氷河の量の変動を見るためのデータとして用いる。
氷河質量収支がほぼ0ならば、氷河の量は変化していないことになる。氷河質量収支に差があり、融解量が上回れば氷河は縮小していることになり、蓄積量が上回れば氷河は拡大していることになる。この場合の「縮小」「拡大」は体積のことを示しており、面積や厚さではない。
氷河の変化を測定する際には、杭やロープにより印をつける、同じ地点で継続的に写真を撮る、あるいは現地で定点観測を行うという初歩的な方法はもとより、GPS衛星による観測、航空機による空中写真、レーザーによる測定などの方法が用いられる。

## 経過と現状・将来予測

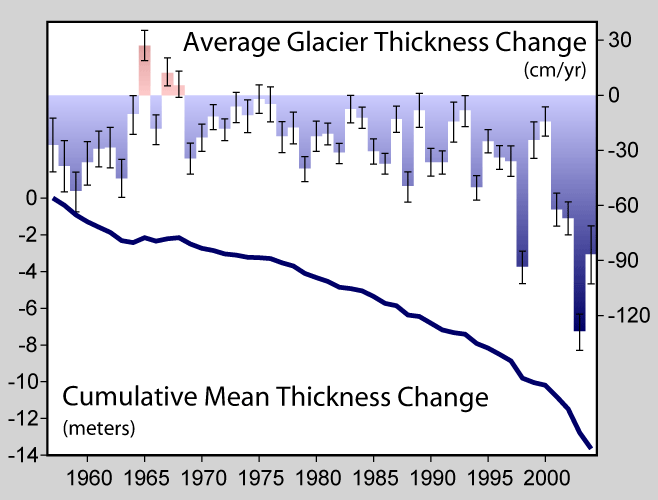
2005年までの50年間の世界の氷河の平均厚さの推移

1550年頃から1850年頃まで、地球は太陽活動の低下が主因と見られる小氷期に入っていた。1940年代頃までは、この小氷期からの温暖化（回復過程）によるものと見られる氷河の融解が世界的に進んだ。しかし、1950年代から1970年代にかけてこれはペースを緩め、その後1980年代以降は再び融解が加速している。
2023年4月21日、世界気象機関（WMO）は、世界の氷河が2022年、劇的なペースで融解したことを明らかにし、CO2濃度の上昇から、事務局長は、氷河を救う試みは「すでに敗北した」との見解を発表している。

### 低緯度・中緯度
北極圏から南極圏の間の低緯度・中緯度地域では、高山の山岳氷河や氷冠といった形で氷河が存在している。大規模な氷河を有する地域として、ヒマラヤ山脈、チベット高原、天山山脈、ロッキー山脈、アンデス山脈、サザンアルプス山脈、アルプス山脈、スカンディナヴィア山脈などがある。また、氷冠を有する山として、キリマンジャロ、ケニア山、ジャヤ峰、ウィルヘルム山などがある。これらの氷河は現在いずれも後退していることが観測されている。
世界氷河モニタリングサービス(WGMS)は5年ごとに氷河の状況をまとめた報告書を出している。それによれば、1995年～2000年の間にアルプス山脈の氷河のうち、スイスの110個のうち103個、オーストリアの99個のうち95個、イタリアの69個の全て、フランスの6個の全てが後退した。
1870年に比べると、Argentière氷河は1,150m、モンブラン氷河は1,400mもそれぞれ後退した。全長11km・厚さ400mとフランス最大の氷河であるMer de Glaceは、130年間で8.3%分に当たる約1,000m後退し、1907年以降に厚さは27%分に当たる約150m薄くなった。2004年から2005年の間に、スイスの91個の氷河のうち84個が後退し、7個は特に変化が無かった。

### 極・高緯度
南極・北極や高緯度地域では、大陸氷河や海氷といった形で氷河が存在している（海氷は厳密には氷河ではない）。グリーンランド、シベリア、カナダ北部やアラスカ、北極海、南極大陸、南極海などに存在する氷は、地球上の真水の氷の99%を占めるほど量が多い。
南極や北極の氷河については、大規模な崩落や氷山の漂流が報告されており、特にラルセン棚氷の崩落は大規模なものであった。北極についても海氷の縮小が報告されている。しかし、南極の氷床は、将来増加する可能性も減少する可能性もある（2007年のIPCC第4次評価報告書による）と予想されているほか、1978年以降の南極の海氷面積には特に変化がないとされている。
沿岸部の海氷が融解すると、沿岸部の氷河を支える力がなくなり、氷河の流れが速まり、融解も促進されると考えられている。さらに、沿岸部の海氷の融解が広範囲に及ぶと海流によって海氷が動きやすくなり、海氷の融解がさらに促進されるということも考えられている。

## 影響
氷河の融解により考えられる影響は、多岐にわたる。
まず、洪水が発生することが考えられる（氷河湖決壊洪水）。好天によって融解が一時的にスピードを速めたり、雨によって大量の氷河が溶け出したり、氷河湖が崩壊したりすることで、下流に鉄砲水や土石流として大量の水が押し寄せるようなことが増加すると考えられる。実際に、スイスのアルプス山麓の村では数十年に一度という洪水が起きている。
また逆に、融解によって氷河が縮小したり消失したりすることで、夏季に溶け出す水の量が減り、氷河を水源としている河川の流域では水不足や渇水に見舞われるのではないかと考えられている。
氷河はアルベド（太陽熱の反射率）が高い。一旦、氷河が溶け出すとアルベドが下がって太陽光の吸収率が上がり、気温がさらに上昇し氷河がさらに融けることになる（正のフィードバック）。ただし、植物が生えるようになることで多少は軽減され、気温の上昇によって蒸発量が増え、降水量も増える。増えた分が雨であればさらに氷河を融かすが、雪であれば「負のフィードバック」となって氷河の体積を増やす。
また大きな影響の1つとして、景観や自然環境の変化がある。氷河は観光資源にもなっており、スキー場となっているところもある。氷河が融ければ、これらは成り立たなくなってしまう。一方で、後退する氷河をあえて見学するエコツーリズムというやりかたもある。自然環境の面では、氷河に生息する生物の減少とそれに代わる生物の増加、氷河融水を水源とする植物の減少や洪水・浸食による森林被害などがある。
アルプス山脈のスイス国内の氷河面積は、2017年時点で約890平方キロメートルで、記録が残る中で最大だった1850年頃より半減している。ローヌ氷河では溶融防止のため断熱シートがかけられている。氷河溶融に伴う洪水や落石が目立つため、登山ガイドからはマッターホルンへの登山禁止を提案する意見も出ている。
海水準変動を考えたとき、氷河の融解には大きく分けて2種類ある。
1つは海面上昇には影響が無い海氷（北極・南極海等）の融解で、もう1つは海面上昇の効果が大きい陸氷（南極大陸・グリーンランド等）の融解である。
現在のグリーンランドと南極大陸の氷床が全て融解すれば、海水面は80m上昇すると推定されている。ただし最新の予想では、今後2100年までの海面上昇は0.18～0.59m（2007年のIPCC第4次評価報告書による）とされている。

## 原因
数十年以上にわたって氷河が後退し続けている原因には、地球温暖化による平均気温の上昇や大気の流れの変化があると考えられている。ただし、氷河の融解は右肩下がりで継続しているわけではなく、変動に幅がある。これは気温などの変化が均一ではないこと、大気の流れや海水温、大気中の水蒸気量といった様々な要因が氷河の融解と蓄積に関係しているためである。